# ホンダ・ラクーン
ラクーン (Raccoon) は、かつて本田技研工業が製造販売した原動機付自転車ならびに電動アシスト自転車の商標である。本項ではそれぞれについて解説を行う。
- 原動機付自転車は、#原動機付自転車を参照。
- 電動アシスト自転車は、#電動アシスト自転車を参照。

## 原動機付自転車
1980年3月1日に発売。型式はAD02。1979年に発売されたホンダ初の50cc2ストロークスポーツバイクMB50をベースに「市街地を軽快に走るレジャーバイク」というコンセプトで開発された。車名は「楽々乗れる」にちなんだものでMM50の機種名を持つほか、広告宣伝では「原宿バイク」のコピーも使用された。
MB50ならびに同車をベースにしたデュアルパーパスタイプのMT50と多くの部品を共用する姉妹車でもある。
搭載されたAD02E型1軸バランサー付き空冷2ストロークピストンリードバルブ単気筒エンジンは、MB50用AC01E型エンジンからシティコミューターとしてのキャラクターを活かすために中低速トルクを太らせたチューニングにより以下のスペックとなった。
- 最高出力：7ps/9,000rpm→6ps/7,000rpm
- 最大トルク：0.56kg-m/8,000rpm→0.62kg-m/6,500rpm

車体は前17インチ・後14インチスポークホイールとプルバックハンドル・ダウンマフラー・地上高700mmのローシートなどのアメリカンタイプとされた。このためステップをMB50に比較すると大幅に前側へ移設され、組み合わされる常時噛合リターン式5段マニュアルトランスミッションのシフトもリンケージを介して操作する。
デザイン面では角型のヘッドライトとX字型バックボーンフレームが特徴である。
1982年に部品共用車のMB50・MT50の水冷エンジン化に伴うMBX50・MTX50Rへのモデルチェンジにより生産中止となった。

## 電動アシスト自転車
1995年2月2日に発売。
発進時・上り坂・荷物積載時・向かい風など大きなペダル踏力が必要な時に電子制御機構が自動的に検知・演算処理を行い、その条件に合った電動補助力を発生させ0 - 15km/hまで直流ブラシ式モーターの駆動により約半分のペダル踏力を補助する。速度が15km/h以上になると補助動力は漸減し、24km/hでアシストは停止する。
車体はアルミニウム製パーツを多用し、電動アシスト機能を持たない通常の自転車と同等の軽量化が施されたU字型フレーム26インチサイズ。ハンドルはオールラウンダー型とアップハンドル型の2種類を設定。
アシスト機構用バッテリーユニットは、過充電防止機能付きニッカド電池を搭載。車体から簡単に取り外し、単相交流100Vから充電可能な構造を採用された。

### 遍歴
- 1995年12月1日

24インチサイズ2タイプ 26インチ1タイプを追加
- 1996年7月19日

バッテリー残量お知らせランプを装備
- 1996年9月2日

マウンテンバイクスタイルのラクーンCX（UB03型）を追加
- 1997年2月15日

フルモデルチェンジ ラクーン24UX-1/UX-3・ラクーン20RX-3の3車種を設定し低価格化
26インチ車も併売
- 1998年1月20日

26インチ車を積載量向上・低価格化を実施したラクーン 26LX-3Lにモデルチェンジ
- 1998年3月20日

リアキャリア標準装備のラクーン 26LX-3Bを追加
- 1998年4月22日

折りたたみ式のラクーン CO・M・PO（UB07型）を追加
- 2000年2月5日

ラクーンCO・M・PO以外をUB08型・UB09型にフルモデルチェンジ。タフアッチューブを自転車で初採用
- 2001年4月6日

ラクーンCOMPOをステップワゴン搭載を前提にした「ステップコンポ」にモデルチェンジ
- 2002年

ラクーンシリーズ生産終了